# La máscara del Zorro
La máscara del Zorro (The Mask of Zorro en su título original) es una película estadounidense de acción, aventuras y capa y espada de 1998, basada en el personaje de El Zorro, creado por Johnston McCulley en 1919. Fue dirigida por Martin Campbell y protagonizada por Antonio Banderas, Catherine Zeta-Jones, Anthony Hopkins y Stuart Wilson. La película cuenta la historia del Zorro original, don Diego de la Vega (Hopkins), que tras ser capturado por el corrupto gobernador Rafael Montero (Wilson) y pasar veinte años en prisión, escapa para recuperar a su hija Elena (Zeta-Jones), secuestrada y criada por Montero, y vengar la muerte de su esposa Esperanza. Para ello encuentra a un sucesor en el bandido Alejandro Murrieta (Banderas), que también busca su propia venganza contra la mano derecha de Montero, mientras se enamora de la hija de De la Vega.
El productor Steven Spielberg desarrolló inicialmente la película para TriStar Pictures con los directores Mikael Salomon y Robert Rodriguez, antes de que Campbell se hiciera cargo de la dirección en 1996. Salomon otorgó el papel de don Diego de la Vega a Sean Connery, mientras que Rodriguez asignó el del protagonista a Banderas. Más tarde, Connery abandonó el proyecto y fue sustituido por Hopkins. El rodaje de La máscara del Zorro comenzó en enero de 1997 en los Estudios Churubusco, en la Ciudad de México. 
La película se estrenó en Estados Unidos en julio de 1998 y fue un éxito financiero y de crítica, recaudando 250 millones de dólares en todo el mundo frente a un presupuesto de 95 millones. Fue nominada a dos premios Óscar y a dos Globos de Oro. 
En 2005 se estrenó una secuela titulada La leyenda del Zorro, de nuevo dirigida por Campbell y protagonizada por Banderas y Zeta-Jones, pero no logró el mismo éxito de su predecesora.

## Argumento
En 1821, el ejército mexicano lucha en una guerra de independencia contra el dominio español. Don Rafael Montero, el corrupto y despótico gobernador de la Alta California, se prepara para rendir la provincia ante el general Santa Anna. Pero antes, Montero hace un último intento de capturar al misterioso espadachín enmascarado conocido como El Zorro, orquestando la ejecución de tres campesinos inocentes, sabiendo que acudirá a rescatarlos. El Zorro llega y comienza a combatir contra los hombres de Montero con el apoyo del pueblo, que ve al valiente y astuto Zorro como su héroe y protector. El Zorro recibe también la inesperada ayuda de dos muchachos, los hermanos huérfanos Joaquín y Alejandro Murrieta, a los cuales regala su medallón de plata en agradecimiento. Tras burlar a los soldados, el Zorro le graba una «Z» a Montero en el cuello con su espada y le dice que es «un obsequio de México» para que no regrese.
El Zorro, cuya verdadera identidad es la del noble español don Diego de la Vega, llega a su hacienda, donde se reúne con su esposa Esperanza y con Elena, la hija recién nacida de ambos. Sin embargo, la escena es interrumpida por la llegada de Montero y sus hombres, que vienen a arrestar al Zorro tras haber descubierto su identidad. Ambos comienzan a luchar y Esperanza, por quien Montero tiene sentimientos no correspondidos, muere al recibir un disparo accidental cuando trata de proteger a su esposo. Mientras la hacienda comienza a incendiarse, Montero envía a De la Vega a prisión, diciéndole que prefiere dejarle vivo para que sufra sabiendo que lo ha perdido todo. También se queda con Elena, adoptándola como su propia hija y llevándosela con él a España, mientras De la Vega le jura que nunca se librará de él.
Veinte años después, Joaquín y Alejandro Murrieta son ahora bandidos y forman una banda junto a Jack «Tres Dedos». El grupo es emboscado por una partida de lanceros liderada por el capitán Harrison Love, un despiadado y sádico mercenario, el cual captura a Jack y después hiere a Joaquín. Para evitar que capturen también a su hermano, Joaquín ordena a Alejandro que huya. Love se dispone a dar muerte a Joaquín, pero antes de que pueda hacerlo, él prefiere suicidarse de un disparo en el pecho. Love decapita a Joaquín y se lleva su cabeza, mientras que Alejandro sólo puede recuperar el medallón que el Zorro les regaló años atrás.
Mientras tanto, Montero regresa a California y visita una prisión de forma clandestina para averiguar si Diego de la Vega sigue vivo. Tras observar detenidamente a los presos, que todos se autoproclaman como el Zorro, llega a la conclusión de que el verdadero Zorro ha muerto. Al ver en el regreso de Montero la posibilidad de vengarse de él, De la Vega escapa de la prisión haciéndose pasar por un preso muerto. Al día siguiente, Montero desembarca en una playa, siendo recibido por los nobles de California y un grupo de campesinos. De la Vega, que se encuentra entre ellos, se dispone a matar a Montero en cuanto tenga la oportunidad, pero se detiene cuando ve que le acompaña Elena, que se ha convertido en una joven y bella dama con un gran parecido a su difunta madre y considera a Montero su verdadero padre. Montero se dirige a la multitud y les promete conseguir la independencia de California.
En una taberna, Alejandro está sumido en la depresión por la muerte de su hermano y bebe continuamente. De la Vega se encuentra con él y le detiene cuando se dispone a cambiar el medallón por un vaso de whisky. Al ver a Love, Alejandro se dispone a matarlo, pero De la Vega le detiene y Alejandro se enfrenta a él, siendo derrotado. De la Vega le ofrece entrenarle y convertirle en el nuevo Zorro para que algún día pueda culminar sus deseos de venganza contra el capitán Love, en recompensa por haberle ayudado a él tantos años atrás.
De la Vega y Alejandro llegan a la antigua guarida del Zorro y comienzan el entrenamiento. De la Vega se da cuenta de que Alejandro es un completo novato, y lo que es peor, tiene una personalidad necia y presuntuosa. El entrenamiento resulta ser duro y De la Vega es un profesor inmisericorde; sin embargo, Alejandro es cada vez más diestro con la espada. Cierto día, mientras están paseando por la ciudad, se topan con un caballo salvaje muy parecido a Tornado, el viejo caballo del Zorro. Alejandro decide entonces que va a robar el caballo.
Esa noche, Alejandro se cuela en el cuartel donde está el caballo. Allí se encuentra con Elena, con quien mantiene una fugaz conversación antes de dirigirse a los establos. Sin quererlo, se ve envuelto en una refriega con los soldados, consiguiendo derrotarlos, aunque destrozando por completo el cuartel. Cuando el capitán Love llega al oír los disturbios, Alejandro se refugia en la capilla, donde el sacerdote, un viejo amigo del Zorro, le protege ocultándole en el confesionario. Elena llega para confesarse y, creyendo que está hablando con el sacerdote, revela su atracción por el misterioso bandido enmascarado que acaba de conocer. Finalmente, Alejandro consigue huir, grabando antes de marcharse una «Z» en una pared. Sin embargo, De la Vega está decepcionado por la actitud de Alejandro y le reprende diciendo que el Zorro era un servidor del pueblo y no un temerario ladrón buscador de fama. A continuación, le ordena ganarse la confianza de Montero.
Alejandro se hace pasar por un noble español llamado don Alejandro del Castillo y García, y asiste a una fiesta que Montero da en su hacienda para los nobles de California. Allí logra ganarse la admiración de Elena y la confianza de Montero, el cual le invita a una reunión secreta junto a los demás nobles donde revela su proyecto: la república independiente de California. Los nobles se muestran escépticos sobre cómo conseguirlo, pues su ejército no puede competir con el de Santa Anna y tampoco tienen dinero suficiente para comprársela, pero Montero se reafirma.
Al día siguiente, Montero lleva a Alejandro y a los demás señores a visitar una mina clandestina llamada El Dorado, donde trabajan presos y campesinos en régimen de esclavitud desenterrando oro. Montero explica entonces su plan: Santa Anna necesita fondos para financiar su guerra contra los Estados Unidos, y él pretende usar el oro de esa mina para comprar la independencia de California, sabiendo que Santa Anna desconoce su existencia. Alejandro observa las condiciones infrahumanas de los obreros de la mina y ve que Jack «Tres Dedos» se encuentra entre ellos. Éste desafía a los nobles, y cuando se dispone a atacarlos, es herido mortalmente por el capitán Love.
Elena se reúne con De la Vega, que adopta la identidad de Bernardo, sirviente de don Alejandro. Elena le habla sobre su infancia y sobre su madre, y cómo Montero le dijo que ella murió al dar a luz. Más tarde, mientras pasea por el mercado de la ciudad, Elena se encuentra con una mujer que fue su niñera, la cual le dice que ella es hija de Esperanza y Diego de La Vega. Mientras, Alejandro se reúne a solas con el capitán Love, y éste le muestra la cabeza decapitada de Joaquín en una jarra de vino y la mano de Jack «Tres Dedos» en un frasco. Love expresa de forma sutil su sospecha que Alejandro es en realidad el hermano de Joaquín, y Alejandro se despide de Love prometiendo de forma igualmente sutil vengarse de él algún día. De vuelta en la guarida, De la Vega le hace entrega a Alejandro de la máscara del Zorro.
El nuevo Zorro se infiltra en la hacienda de Montero para robar el mapa que conduce a la mina. Lo consigue, pero es descubierto por Love y Montero, teniendo que enfrentarse a ambos. Tras burlar a los guardias, consigue escapar con los documentos. En los establos se topa con Elena, con la cual se enfrenta en un curioso combate a espadas, y el Zorro huye después de que ambos comparten un beso. Se sucede entonces una persecución a caballo entre los hombres de Montero y el Zorro, pero Alejandro consigue escapar igualmente. Mientras tanto, temiendo la reacción de Santa Anna al descubrir que le están pagando con su propio oro, Montero y Love deciden destruir la mina y matar a todos los esclavos para evitar que haya testigos.
Alejandro localiza el paradero de la mina, pero De la Vega le dice que no irá con él porque debe ocuparse de sus propios asuntos, decepcionando a su discípulo. En la hacienda, De la Vega se enfrenta a Montero y exige que acuda Elena. Cuando ella llega, De la Vega ordena a Montero que le diga la verdad sobre la muerte de su madre y quién es su padre en realidad, pero es capturado por los hombres de Montero. Antes de que se lo lleven, De la Vega menciona el nombre de la flor cuyo olor reconoció Elena al llegar a California, la romneya, que es la misma que su niñera colgaba en su cuna. Elena comprende entonces que De la Vega es su verdadero padre, y después de liberarlo, ambos se dirigen a la mina.
En la mina todo está preparado para volarla: el oro es puesto a salvo, los esclavos son encerrados y se colocan cargas explosivas. El Zorro llega y empieza a combatir contra los hombres de Love. Montero se prepara para disparar a Alejandro, pero aparecen De la Vega y Elena, los cuales lo evitan. Alejandro y De la Vega dan comienzo a su venganza y se enfrentan a sus respectivos enemigos. Ambos combates son igualados, pero el Zorro logra vencer a Love atravesándole con su propia espada mientras De la Vega consigue derribar a Montero, que es arrastrado por una carreta llena de oro y cae por un precipicio encima de Love, muriendo ambos. Elena, ayudada por Alejandro, libera a los esclavos de sus celdas, y aunque la mina es completamente destruida, todos los cautivos se alejan a salvo.
Alejandro y Elena se reúnen con De la Vega, el cual yace agotado y gravemente herido tras la pelea. Con su último aliento, les da su bendición para que estén juntos y pide a Alejandro que mantenga viva la leyenda del Zorro. Tiempo después, Alejandro, casado con Elena y viviendo en la reconstruida mansión De la Vega, narra la historia del Zorro al hijo recién nacido de ambos, Joaquín, llamado así en honor al hermano de Alejandro.

## Reparto

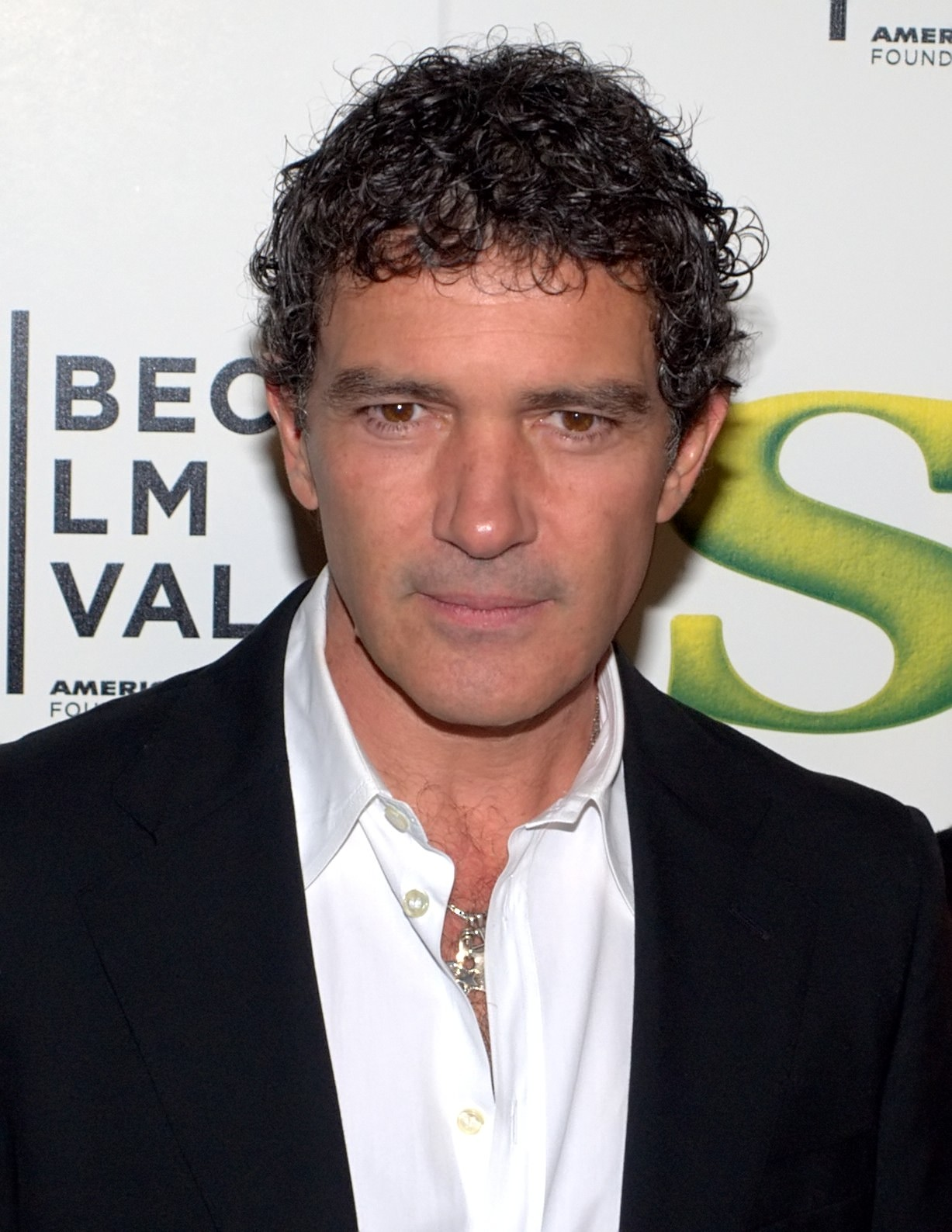
Antonio Banderas interpretó al Zorro.

- Antonio Banderas - Alejandro Murrieta / Zorro: Hermano menor de Joaquín Murrieta y discípulo de don Diego, a quien él y su hermano salvaron la vida cuando eran niños. Durante el exilio voluntario de Montero y la desaparición del Zorro, se convierte en un bandolero idealista junto a su hermano Joaquín y Jack «Tres Dedos». Está ansioso por vengarse del capitán Love, culpable de la muerte de su hermano, y se enamora de la bella e intrépida Elena, descubriendo más tarde que es la hija de su mentor.

Banderas cobró cinco millones de dólares por su papel. El personaje de Alejandro Murrieta fue concebido como el hermano ficticio del verdadero Joaquín Murrieta, lo que hace al personaje mexicano o chileno. Para preparar su papel, Banderas practicó con el equipo olímpico de esgrima en España durante cuatro meses, y después tomó lecciones adicionales junto a Anthony Hopkins y Catherine Zeta-Jones. Los tres fueron entrenados por el esgrimista Bob Anderson durante la preproducción en México, dedicando diez horas al día durante dos meses específicamente a preparar las escenas de lucha de la película. «Le llamábamos "Grumpy Bob" en el set, era un perfeccionista», reflexionó el director Martin Campbell. «Fue increíblemente creativo y también se negó a tratar a los actores como estrellas. Ellos se quejaban de la intensidad del entrenamiento, pero después de haber trabajado con él, no hay nadie más a quien preferiría usar». Durante las entrevistas de El Señor de los Anillos: la Comunidad del Anillo (2001), Anderson calificó a Banderas como el mejor talento natural con el que había trabajado. Antes de que Banderas fuera elegido, Benicio del Toro, Andy García, Marc Anthony, Joaquim de Almeida, Luis Miguel y Chayanne fueron considerados para el papel.
- José María de Tavira interpreta al joven Alejandro Murrieta en el prólogo.

- Anthony Hopkins - Don Diego de la Vega / Zorro: Terrateniente californiano de origen español que fue el Zorro durante muchos años y más tarde se convierte en el mentor de Alejandro. Después de perder a su amada esposa Esperanza y a su hija Elena por culpa de Montero y pasar dos décadas en prisión, ayuda a Alejandro a enfrentarse al capitán Love convirtiéndolo en el nuevo Zorro, mientras él trata de recuperar a su hija y ajustar cuentas con Montero.

Hopkins fue elegido en diciembre de 1996, un mes antes del inicio del rodaje. Hopkins, conocido por su actuaciones dramáticas, aceptó el papel debido a su entusiasmo por trabajar en una película de acción. Para interpretar a Diego de la Vega fueron también considerados los actores Sean Connery y Raúl Juliá, quien falleció antes de poder aceptar el papel.
- Catherine Zeta-Jones - Elena Montero / de la Vega: La hija de don Diego y Esperanza, criada en España por Montero sin conocer sus verdaderos orígenes. Finalmente descubre que Montero no es su padre y se reencuentra con don Diego. Al mismo tiempo, se enamora de Alejandro y más tarde se casa con él.

Zeta-Jones se incorporó a la película en noviembre de 1996, cuando Spielberg vio su actuación en la miniserie Titanic (1996) y se la recomendó a Campbell. A pesar de ser una actriz galesa interpretando a un personaje español, Zeta-Jones encontró similitudes entre su temperamento celta «volátil» y el temperamento latino de Elena. Izabella Scorupco, quien ya había trabajado con Campbell en GoldenEye (1995), Judith Godrèche, Salma Hayek, Shakira y Jennifer Lopez hicieron la prueba para el papel. Zeta-Jones consideró su interpretación en La máscara del Zorro como el logro que le permitió ser reconocida como una actriz de primer nivel.
- María y Mónica Fernández Cruz interpretan a la bebé Elena de la Vega en el prólogo.

- Stuart Wilson - Don Rafael Montero: El antagonista principal de la película, gobernador de California y archienemigo de don Diego. Al principio de la película, deduce la identidad secreta de De la Vega, haciéndolo encarcelar y llevándose a su hija Elena antes de regresar a España. Veinte años más tarde, regresa a California con la intención de comprarla, pagando al general Santa Anna con oro robado de una mina propiedad del estado mexicano.

Armand Assante fue elegido inicialmente para el papel, pero tuvo que abandonarlo debido a conflictos de planificación con el rodaje de La Odisea (1997). Stuart Wilson, a quien Campbell había dirigido previamente en No Escape (1994), fue elegido como sustituto de Assante cuatro meses después. También fueron considerados para el papel los actores Sam Shepard, Lance Henriksen, Edward James Olmos, Scott Glenn y Giancarlo Giannini.
- Matt Letscher - Capitán Harrison Love: El antagonista secundario de la película y enemigo de Alejandro. Es un oficial de caballería estadounidense y mano derecha de Montero, además de comandante de su ejército y mercenario. Juntos planean comprar California con oro extraído de su propio territorio. Es un hombre cruel y sádico, que bebe de jarras en las que conserva partes de los cuerpos de sus enemigos, como la cabeza del hermano de Alejandro, e incluso da a entender que se come algunas de ellas.
- Tony Amendola - Don Luiz: Terrateniente californiano y viejo amigo de don Rafael.
- Pedro Armendáriz Jr. - Don Pedro: Terrateniente californiano y amigo de Montero.
- Victor Rivers - Joaquín Murrieta: Hermano mayor de Alejandro, que se convierte en bandido junto con él. Cuando él y Alejandro eran niños, en una ocasión salvaron la vida a don Diego. Muere a manos del capitán Love, que guarda su cabeza en un frasco como trofeo, lo que motiva a Alejandro a llevar a cabo su venganza contra él.
  - Diego Sieres interpreta al joven Joaquín Murrieta en el prólogo.
- L.Q. Jones - Jack «Tres Dedos»: Bandido y socio de Alejandro y Joaquín. Es capturado y más tarde asesinado por el capitán Love en la mina.
- Julieta Rosen - Esperanza de la Vega: La amada esposa de Don Diego y madre de Elena. Muere tratando de proteger a su esposo de Montero, quien está enamorado de ella.

Otros miembros del reparto son William Márquez como Fray Felipe, Maury Chaykin como el alcaide de la prisión, José Pérez como el cabo  Armando García (un personaje originario de la serie de televisión de 1957), Humberto Elizondo como don Julio, Fernando Becerril como don Sergio y Vanessa Bauche como una joven india. Joaquim de Almeida filmó varias escenas como Antonio López de Santa Anna, pero fueron eliminadas del montaje final.

## Producción

### Desarrollo

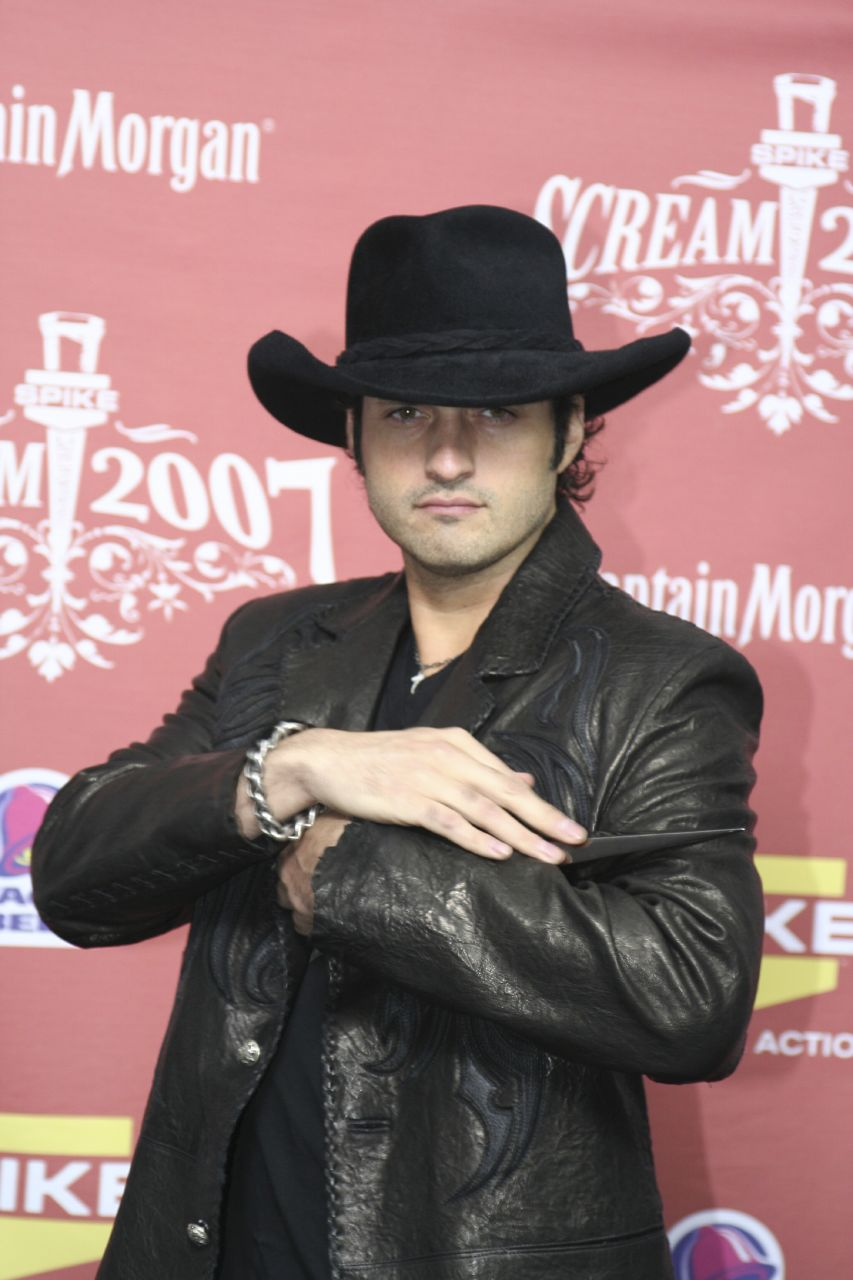
Robert Rodriguez (en la imagen) eligió a Antonio Banderas para interpretar al Zorro antes de abandonar la dirección de la película en junio de 1996. Fue reemplazado por Martin Campbell un mes después.

En octubre de 1992, TriStar Pictures y la productora de Steven Spielberg, Amblin Entertainment, estaban planeando comenzar la producción de El Zorro al año siguiente, y contrataron a Joel Gross para reescribir el guion al haber quedado impresionados con su adaptación cinematográfica de Los tres mosqueteros. En ese momento, Spielberg iba a producir la película con vistas a dirigirla. Gross completó su reescritura en marzo de 1993 y TriStar entró en la preproducción, creando una promoción inicial para la película ese mismo mes en la feria comercial ShoWest. En diciembre de 1993, Branko Lustig se unió a  Spielberg como productor de la película y Mikael Salomon fue elegido como director, habiendo impresionado a la industria por sus trabajos como director de fotografía en Abyss (1989) y Backdraft (1991). En agosto de 1994, Sean Connery fue elegido para el papel de don Diego de la Vega, mientras que Salomon declaró que el resto del elenco principal sería hispano o latino. El primer elegido para el papel del Zorro joven fue Andy García, actor latino de moda en aquel momento. También se le ofreció el papel a Tom Cruise, que lo rechazó al considerar que no era una buena idea. La cantante colombiana Shakira fue considerada inicialmente para interpretar a Elena, pero ella rechazó el papel debido a su poca experiencia en la actuación (pese a haber protagonizado la telenovela colombiana El Oasis) y al escaso conocimiento del inglés que tenía entonces. La preproducción avanzó en agosto, cuando Salomon recopiló metraje de prueba para una fecha de inicio del rodaje prevista para abril de 1995. Viggo Mortensen hizo una prueba para el papel de un sheriff.
Finalmente, Connery y Salomon se retiraron del proyecto, y en septiembre de 1995, Robert Rodriguez, recién salido del éxito de Desperado (1995), fue contratado como director, con Antonio Banderas, protagonista de Desperado, en el papel principal. TriStar y Amblin habían quedado sorprendidos con las técnicas de filmación de bajo presupuesto de Rodriguez para sus películas de acción, El Mariachi (1992) y Desperado, y se alejaron de los planes iniciales que tenían con Salomon para hacer una película de gran presupuesto del Zorro. Spielberg esperaba que Rodriguez comenzara el rodaje en enero de 1996 para una fecha de estreno navideña, pero la fecha de inicio se retrasó hasta julio. La fecha de lanzamiento se trasladó posteriormente a la Pascua de 1997. Rodriguez abandonó la producción en junio de 1996, debido a las dificultades para llegar a un acuerdo con TriStar en el presupuesto. El estudio ofreció 35 millones de dólares, pero Rodriguez quería 45 millones. Ambas partes trataron de llegar a un acuerdo cuando Rodriguez aceptó bajar a 42 millones, pero el estudio se negó y estableció un máximo de 41 millones como última oferta. Banderas se quedó en la producción y Martin Campbell fue elegido como nuevo director a finales de ese mes, después de rechazar la oportunidad de dirigir El mañana nunca muere (1997). El guion final sería escrito por John Eskow, Ted Elliott y Terry Rossio, basado en una historia de Elliott, Rossio y Randall Jahnson.

### Rodaje
El rodaje de La máscara del Zorro comenzó en México el 27 de enero de 1997, con un presupuesto de 60 millones de dólares. La película fue filmada mayoritariamente en los Estudios Churubusco, en la Ciudad de México. La producción se detuvo durante cuatro días en febrero cuando el director, Martin Campbell, fue hospitalizado por una bronquitis. El rodaje se reanudó en Tlaxcala, tres horas al este de la Ciudad de México, donde el equipo de producción construyó la hacienda de Montero y los decorados de la ciudad. Sony Pictures envió a David Foster a unirse al proyecto como productor para ayudar a cubrir el vacío dejado por Spielberg, Walter F. Parkes y Laurie MacDonald, que estaban ocupados dirigiendo DreamWorks. Foster y David S. Ward, que no fueron acreditados, reescribieron algunas escenas; la problemática producción hizo que la película superara en 10 millones de dólares su presupuesto. En diciembre, los productores se sintieron frustrados por los agentes de aduanas cuando algunos accesorios y otros artículos, incluida la espada de plástico del Zorro, fueron retenidos durante nueve días. Rossio y Elliott planearon originalmente que don Rafael Montero fuera presentado llegando a la costa en un bote mientras iba subido a un caballo dentro del bote, pero la escena se cortó por considerarse demasiado costosa. La idea fue recuperada por el dúo para Pirates of the Caribbean: Dead Man's Chest (2006). Durante la fase de posproducción, Spielberg y Campbell consideraron que la muerte de Diego de la Vega en brazos de su hija era demasiado deprimente. La escena final, donde Alejandro y Elena están felizmente casados y con un hijo pequeño, se añadió tres meses después de finalizar el rodaje.

### Disputa legal
El 24 de enero de 2001, Sony Pictures Entertainment presentó una demanda en la Corte de Distrito Central de California, División Oeste, contra Fireworks Entertainment Group, productora de la serie de televisión Reina de Espadas. Sony alegó infracción de derechos de autor y otras reclamaciones, afirmando que la serie «copiaba elementos protegibles del personaje del Zorro y de obras relacionadas con el Zorro». El 5 de abril de 2001, el juez de distrito Collins denegó la petición de Sony de una medida cautelar,  señalando que «habiendo caducado los derechos de autor de La maldición de Capistrano y The Mark of Zorro en 1995 o antes, el personaje del Zorro es de dominio público». En cuanto a los elementos específicos de La máscara del Zorro, el juez consideró que las similitudes entre la película y los personajes secundarios y elementos de la trama de la serie de televisión eran insuficientes para justificar una orden judicial.

## Banda sonora
James Horner fue contratado para componer la música para la película en septiembre de 1997.  La banda sonora, editada por Sony Classical Records y Epic Soundtrax, tuvo un gran éxito comercial y se vio impulsada por el creciente protagonismo de los rompecorazones latinos Marc Anthony y la cantante australiana Tina Arena. Su dueto, I Want to Spend My Lifetime Loving You, suena durante los créditos finales de la película y fue lanzado como sencillo en Europa. La canción alcanzó el tercer puesto en las listas de sencillos francesas y el cuarto en las holandesas.

Toda la música compuesta por James Horner. 
| N.º   | Título | Duración |  |
| 1.    | «The Plaza of Execution»                                                                                          | 8:28     |  |
| 2.    | «Elena and Esperanza»                                                                                             | 8:20     |  |
| 3.    | «The Ride» | 3:25     |  |
| 4.    | «Elena's Truth»                                                                                                   | 4:11     |  |
| 5.    | «The Fencing Lesson»                                                                                              | 5:29     |  |
| 6.    | «Tornado in the Barracks»                                                                                         | 5:12     |  |
| 7.    | «The Confession»                                                                                                  | 3:42     |  |
| 8.    | «Zorro's Theme»                                                                                                   | 3:00     |  |
| 9.    | «The Mine (Montero's Vision)»                                                                                     | 2:59     |  |
| 10.   | «Stealing the Map»                                                                                                | 6:30     |  |
| 11.   | «Leave No Witnesses...»                                                                                           | 13:20    |  |
| 12.   | «Diego's Goodbye»                                                                                                 | 5:23     |  |
| 13.   | «I Want to Spend My Lifetime Loving You» (escrita por Will Jennings e interpretada por Marc Anthony y Tina Arena) | 4:44     |  |
| 74:47 | |          |  |